# James Noble Tyner

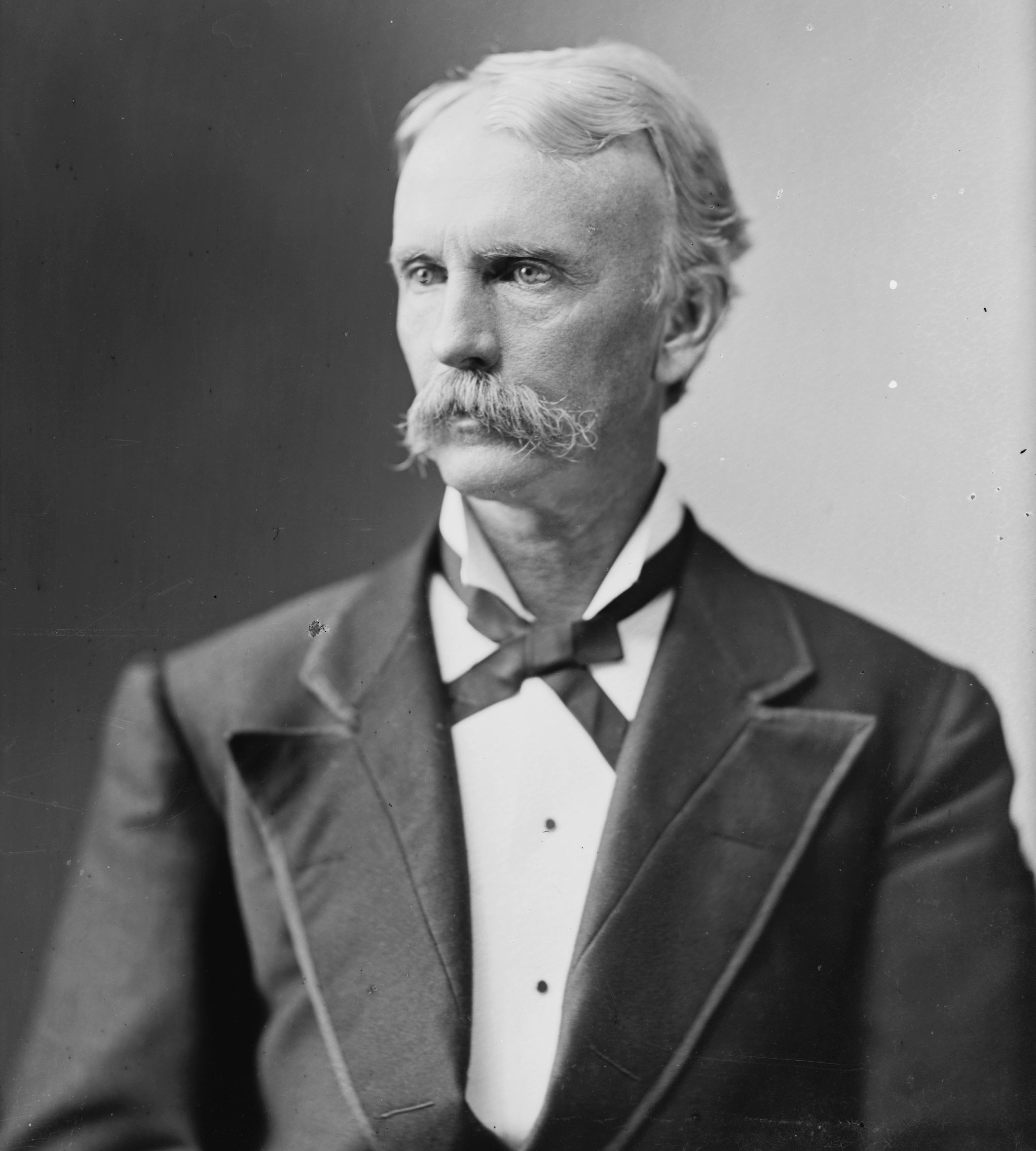
James Noble Tyner

James Noble Tyner (* 17. Januar 1826 in Brookville, Franklin County, Indiana; † 5. Dezember 1904 in Washington, D.C.) war ein US-amerikanischer Politiker (Republikanische Partei), der im Kabinett von US-Präsident Ulysses S. Grant das Amt des Postministers bekleidete.

## Leben
Nach seinem Abschluss an der Brookville Academy im Jahr 1844 schlug James Tyner zunächst eine Laufbahn als Geschäftsmann ein. Danach studierte er die Rechtswissenschaften, wurde 1857 in die Anwaltskammer aufgenommen und begann in Peru (Indiana) zu praktizieren. Von 1857 bis 1861 war er als Sekretär beim Senat von Indiana beschäftigt, danach stand er bis 1866 als Special agent in Diensten des US-Postministeriums.

## Politik
Im Jahr 1869 begann seine politische Karriere mit der Wahl ins Repräsentantenhaus der Vereinigten Staaten. Er nahm dort den Platz von Daniel D. Pratt ein, der in den Senat gewechselt war, und wurde zweimal im Amt bestätigt. 1875 schied er aus dem Kongress aus; im selben Jahr wurde er zum zweiten stellvertretenden Postminister ernannt. Präsident Grant beförderte ihn dann 1876 als Nachfolger von Marshall Jewell zum Postmaster General.
Nachdem Rutherford B. Hayes das Amt des US-Präsidenten übernommen hatte, berief dieser mit David M. Key einen neuen Postminister; Tyner wurde dessen Stellvertreter. Diese Degradierung war offenbar ein Grund dafür, dass er sich in der Folge massiv der Korruption innerhalb seiner Behörde schuldig machte. Seine Praktiken gerieten an die Öffentlichkeit und wurden in der Presse kritisiert, woraufhin er 1881 zurücktrat.
Mit diesem Skandal war seine politische Laufbahn allerdings nicht beendet. Benjamin Harrison, 1888 zum US-Präsidenten gewählt, ernannte Tyner zum stellvertretenden Attorney General innerhalb des Post Office Department, was er über viele Jahre blieb. Als Präsident Theodore Roosevelt im Jahr 1902 eine Untersuchung innerhalb des Ministeriums anordnete, stellte sich heraus, dass Tyner sich erneut korrupter Praktiken bedient hatte. Zu einer Verurteilung kam es nicht, da stichhaltige Beweise fehlten; die Erkenntnisse genügten aber, um Tyner noch im selben Jahr zum Rücktritt zu bewegen.